# Grootbasblokfluit
Een grootbasblokfluit is een blaasinstrument dat behoort tot de familie van de blokfluiten.
De grootbasblokfluit speelt een octaaf lager dan de tenorblokfluit. In de blokfluitfamilie zit ze  tussen de basblokfluit en de contrabasblokfluit en is ze is uitgevoerd in de toonsoort C.
Vanwege de lengte van de fluit kan deze, afhankelijk van het model fluit, zijn voorzien van een aantal kleppen. De moderne grootbas is meestal voorzien van meer dan één klep. Het renaissancemodel heeft meestal maar één klep. 
In een blokfluitensemble wordt de grootbasblokfluit meestal gebruikt om de klank van het ensemble voller te maken door samen met de tenorblokfluit dezelfde partij te spelen.
Dit kan worden gezien als een 4-voet en een 8-voet bezetting (vergelijk het orgel).